# Troqueu
Um troqueu ou coreu é um pé métrico usado em poesia, na versificação greco-latina. Consiste em uma sílaba tônica seguida de uma sílaba átona.

## Exemplos
À parte do caso do Hiawatha de Longfellow, essa métrica é rara nos versos em inglês, exceto com uma sílaba extra longa adicionada a cada linha, como nesse exemplo de Tennyson:
Go not, happy day,
From the shining fields;
Go not, happy day,
Till the maiden yields.
Talvez devido a sua simplicidade, contudo, a métrica trocaica é bastante comum nas rimas de criança: 
Peter, Peter pumpkin-eater
Had a wife and couldn't keep her.
Twinkle, twinkle, little star
How I wonder what you are.
Geralmente, alguns troqueus são entremeados com iambos nas mesmas linhas para desenvolver um mais complexo ou sincopado ritmo. Compare (William Blake):
Tyger, Tyger, burning bright
In the forests of the night
Essas linhas são primariamente trocaicas, com a última sílaba derrubada para que a linha termine com uma sílaba tônica para dar uma rima forte ou rima masculina. Por contraste, o modo intuitivo com que a mente agrupa as sílabas nas linhas posteriores do mesmo poema faz parecerem mais linhas iâmbicas com a primeira sílaba derrubada:
Did he smile his work to see?
De fato, as linhas circunvizinhas nesse ponto se tornaram inteiramente iâmbicas:
When the stars threw down their spears
And watered Heaven with their tears
. . .
Did he who made the lamb make thee?